# Plaques de matrícula d'Eslovàquia

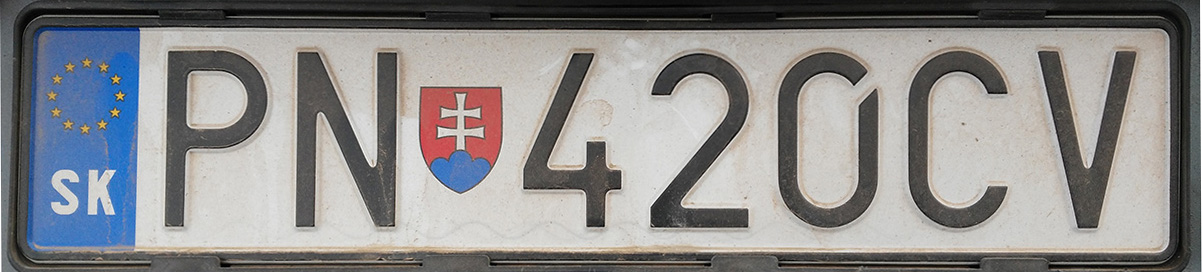
Matrícula actual eslovaca amb el codi PN de Piešťany.

Les plaques de matrícula dels vehicles d'Eslovàquia segueixen un sistema introduït a partir de 1997 i format per un primer grup de dues lletres que indiquen el districte (en eslovac: okres, plural: okresy), seguit un grup de tres xifres i dues lletres (per exemple, AA  123AB). Des de l'1 de maig de 2004, data en què Eslovàquia ingressa a la Unió Europea s'hi afegeixen la secció blava a l'extrem esquerre amb les estrelles en cercle de la UE i el codi internacional del país, SK, comú a la resta de plaques de la Unió Europea.
Els caràcters són de color negre sobre fons reflectant blanc i les seves mides són les mateixes que els de la resta de països de la Unió Europea 520 mm x 111 mm (placa rectangular), 340 mm x 200 mm (placa posterior quadrada).

## Aparença

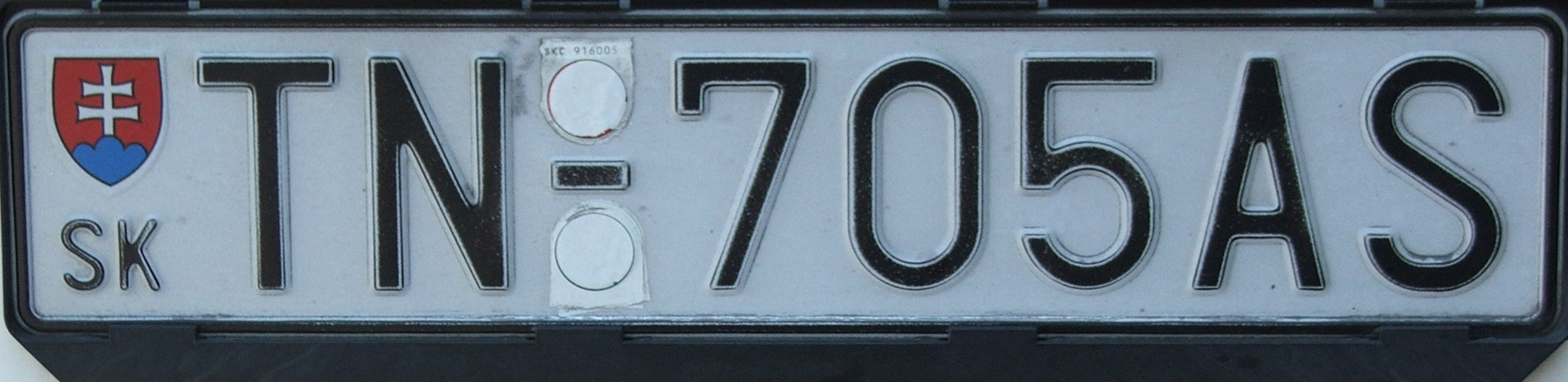
Model de matrícula entre 1997 i 2004.

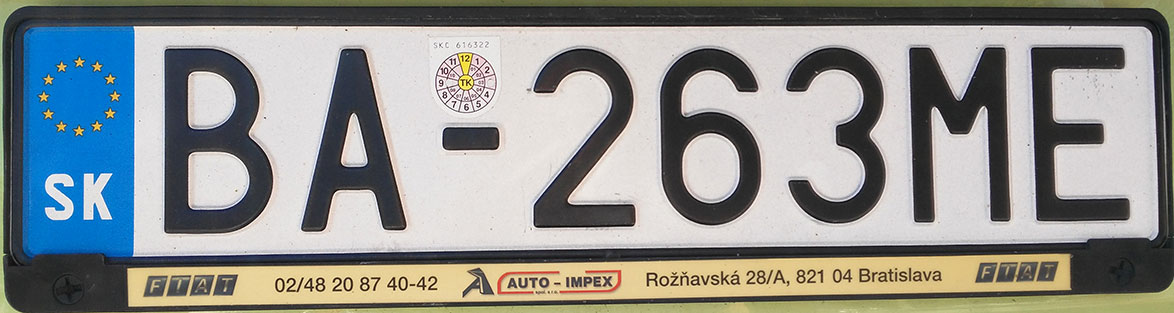
Model de matrícula període 2004-2006.

Actualment conviuen tres models diferents i vàlids de matrícules.
- Entre l'1 d'abril de 1997 i el 30 d'abril de 2004, les matrícules portaven al costat superior esquerre l'escut d'armes d'Eslovàquia i a l'inferior el codi internacional del país. Un guinet separava el codi del districte i la resta de caràcters.

- A partir del maig de 2004, amb l'ingrés a la Unió Europea, s'afegeix l'eurofranja en substitució de l'escut d'armes. També s'introdueix la distinció entre la xifra 0 i la lletra O

- El tercer model, i actual, s'introdueix l'1 de juny de 2006 i consisteix en la substitució del guionet que separa el codi del districte per l'escut d'armes d'Eslovàquia. La resta es manté igual.

## Tipografia
Tipografia basada en la DIN 1451 amb molt poques diferències:
- El número 7 incorpora la serifa que apunta cap avall a la part superior esquerra durant la dècada de 1990. Anteriorment no la portava.
- El número 0 inclou un tall en angle de 45 graus a la part superior dreta del caràcter per distingir-lo de la lletra O.
- El semicrecle superior de la lletra B és lleugerament més petit que l'inferior.

## Codificació

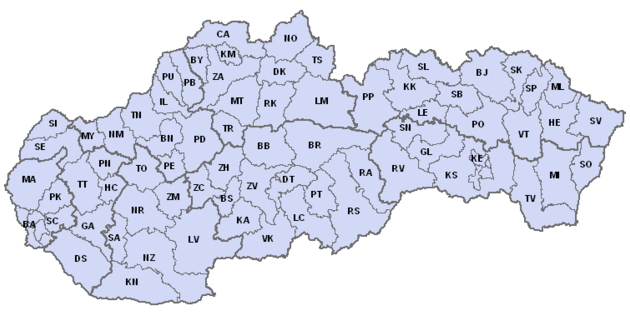
Mapa dels districtes eslovacs.

Eslovàquia se subdivideix en 8kraje i aquests alhora es subdivideixen en 79 okresy. La següent taula mostra els codis corresponents a cadascun dels districtes (en 69 casos el codi deriva de la ciutat principal).
| Codi                   | Districte            | Codi       | Districte            | Codi       | Districte          |
| ---------------------- | -------------------- | ---------- | -------------------- | ---------- | ------------------ |
| BA, BD, BE, BI, BL, BT | Bratislava¹          | LM         | Liptovský Mikuláš    | SA         | Šaľa               |
| BB, BC, BK             | Banská Bystrica      | LV         | Levice               | SB         | Sabinov            |
| BJ                     | Bardejov             | MA         | Malacky              | SC         | Senec              |
| BN                     | Bánovce nad Bebravou | MI         | Michalovce           | SE         | Senica             |
| BR                     | Brezno               | ML         | Medzilaborce         | SI         | Skalica            |
| BS                     | Banská Štiavnica     | MT         | Martin               | SK         | Svidník            |
| BY                     | Bytča                | MY         | Myjava               | SL         | Stará Ľubovňa      |
| CA                     | Čadca                | NR, NI, NT | Nitra                | SN         | Spišská Nová Ves   |
| DK                     | Dolný Kubín          | NM         | Nové Mesto nad Váhom | SO         | Sobrance           |
| DS                     | Dunajská Streda      | NO         | Námestovo            | SP         | Stropkov           |
| DT                     | Detva                | NZ         | Nové Zámky           | SV         | Snina              |
| GA                     | Galanta              | PB         | Považská Bystrica    | TT, TA, TB | Trnava             |
| GL                     | Gelnica              | PD         | Prievidza            | TN, TC, TE | Trenčín            |
| HC                     | Hlohovec             | PE         | Partizánske          | TO         | Topoľčany          |
| HE                     | Humenné              | PK         | Pezinok              | TR         | Turčianske Teplice |
| IL                     | Ilava                | PN         | Piešťany             | TS         | Tvrdošín           |
| KA                     | Krupina              | PO, PV, PS | Prešov               | TV         | Trebišov           |
| KE, KC, KI             | Košice²              | PP         | Poprad               | VK         | Veľký Krtíš        |
| KK                     | Kežmarok             | PT         | Poltár               | VT         | Vranov nad Topľou  |
| KM                     | Kysucké Nové Mesto   | PU         | Púchov               | ZA, ZI, ZL | Žilina             |
| KN                     | Komárno              | RA         | Revúca               | ZC         | Žarnovica          |
| KS                     | Košice-okolie        | RK         | Ružomberok           | ZH         | Žiar nad Hronom    |
| LC                     | Lučenec              | RS         | Rimavská Sobota      | ZM         | Zlaté Moravce      |
| LE                     | Levoča               | RV         | Rožňava              | ZV         | Zvolen             |

```
¹ La regió de Bratislava està dividida en els districtes de Bratislava I, II, III, IV i V que comparteixen el mateix codi, la resta de 
districtes
 tenen codi diferent.
² La regió de Košice està dividida en els districtes de Košice I, II, III i IV que comparteixen el mateix codi, la resta de 
districtes
 tenen codi diferent.
```

## Tipus

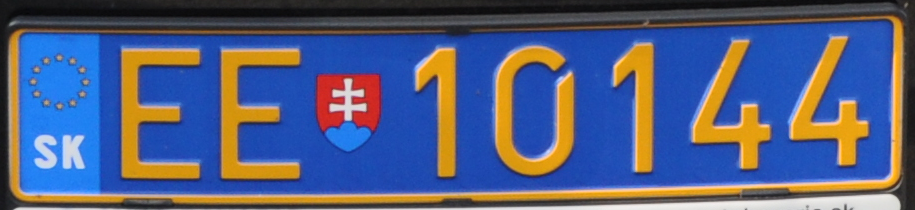
Matrícula diplomàtica.

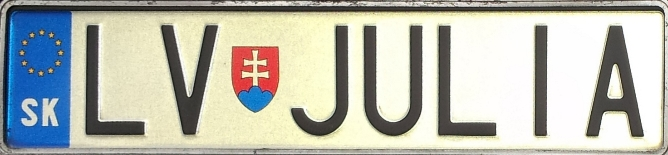
Matrícula personalitzada.

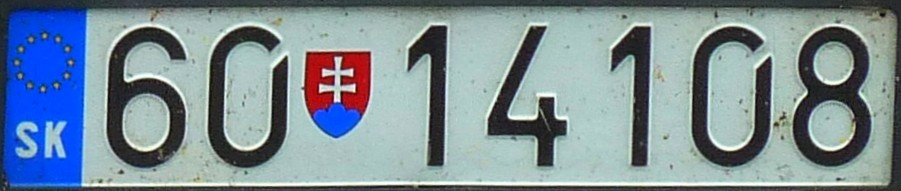
Matrícula militar.

Els vehicles diplomàtics porten unes plaques de fons blau fosc amb caràcters en groc. La numeració es compon de dues lletres EE o ZZ seguides de cinc xifres. on les dues primeres xifres indiquen el país d'origen.
Les matrícules personalitzades són possibles amb una combinació de cinc caràcters que poden estar formats per cinc lletres (BAABCDE), quatre lletres i una xifra (BAABCD1) o tres lletres i dues xifres (BAABC12). Al davant han de portar igualment el codi del districte. Es poden fer servir totes les lletres i no poden mostrar-se missatges polítics, religiosos o ofensius.
Els vehicles militars porten unes plaques de fons blanc amb caràcters en negre compostes només per xifres. La combinació està formada per dues xifres (que al sumar-hi 50 dona l'any de matriculació del vehicle, 50+60=110=2010) seguides de cinc xifres més (5812345)

## Història
Veure Plaques de matrícula de la República Txeca.